# Oleksij Arestovyč
Oleksij Arestovyč (* 3. srpna 1975, Dedopliscqaro, Gruzínská SSR, Sovětský svaz) je bývalý poradce vedoucího Kanceláře prezidenta Ukrajiny Andrije Jermaka, herec a blogger.

## Život
Arestovyč se narodil v Gruzii. Střední školu vystudoval v ukrajinském Kyjevě. Poté zahájil studium biologie na Kyjevské univerzitě. V roce 1993 však začal hrát v divadle Black Square Theater a studia zanechal.
Od roku 2000 pořádá psychologické semináře a školení. Studoval také teologii na Institutu náboženských věd sv. Tomáše Akvinského v Kyjevě.
Je aktivní blogger, má stovky tisíc sledujících na Facebooku a YouTube.

### Ruská invaze na Ukrajinu
Ruskou invazi na Ukrajinu, která byla zahájena v únoru 2022, předvídal již roku 2019. Jako nezbytnou podmínku k zachování ukrajinské nezávislosti považoval vstup Ukrajiny do NATO, jinak Rusko do 10–12 let Ukrajinu „pohltí“. Proto předpovídal válku, která zamezí Ukrajině vstup do NATO: „Musí to (invazi) udělat ještě před naším vstupem do NATO, aby o nás Aliance ztratila zájem. Zdevastované území je nebude zajímat,“ uvedl tehdy Arestovyč.
V polovině března 2022 soudil, že Ukrajina dosáhne dohody o příměří s Ruskem nejpozději v květnu 2022.
Na funkci v prezidentské kanceláři rezignoval 16. ledna 2023 po kritice jeho výroků ohledně raketového útoku na Dnipro. Arestovyč uvedl, že raketu Ch-22 zřejmě sestřelila ukrajinská protivzdušná obrana. Ukrajinské velení to odmítlo a uvedlo, že nedisponuje zbraněmi, které by dokázaly Ch-22 sestřelit. Rovněž podle BBC by měly s jejím sestřelením potíže všechny moderní systémy dodané Západem. Útok na panelový dům v Dnipru způsobil smrt nejméně 44 lidí.